# Love Ghosts
Love Ghosts ist ein Jazzalbum der Formation The Attic, bestehend aus Rodrigo Amado, Gonçalo Almeida und Onno Govaert. Die am 12. Januar 2020 in den Namouche Studios, Lissabon, entstandenen Aufnahmen erschienen im Oktober 2022 auf NoBusiness Records.

## Hintergrund
Der portugiesische Tenorsaxophonist Rodrigo Amado, der mit internationalen Künstlern wie Joe McPhee, Alexander von Schlippenbach und Peter Evans gespielt hat, arbeitet zudem mit seinen eigenen Formationen. Im Trio The Attic wirkt er mit dem Bassisten Gonçalo Almeida und dem Schlagzeuger Onno Govaert. Nach einem gleichnamigen ersten Album (2017) hatten sie das Album Summer Bummer (NoBusiness, 2019) vorgelegt. Love Ghosts ist das dritte Album des Trios The Attic; dessen Name spielt mit dem Titel des Kinderbuchs The Ghost in the Attic von James M. McCracken.

## Titelliste

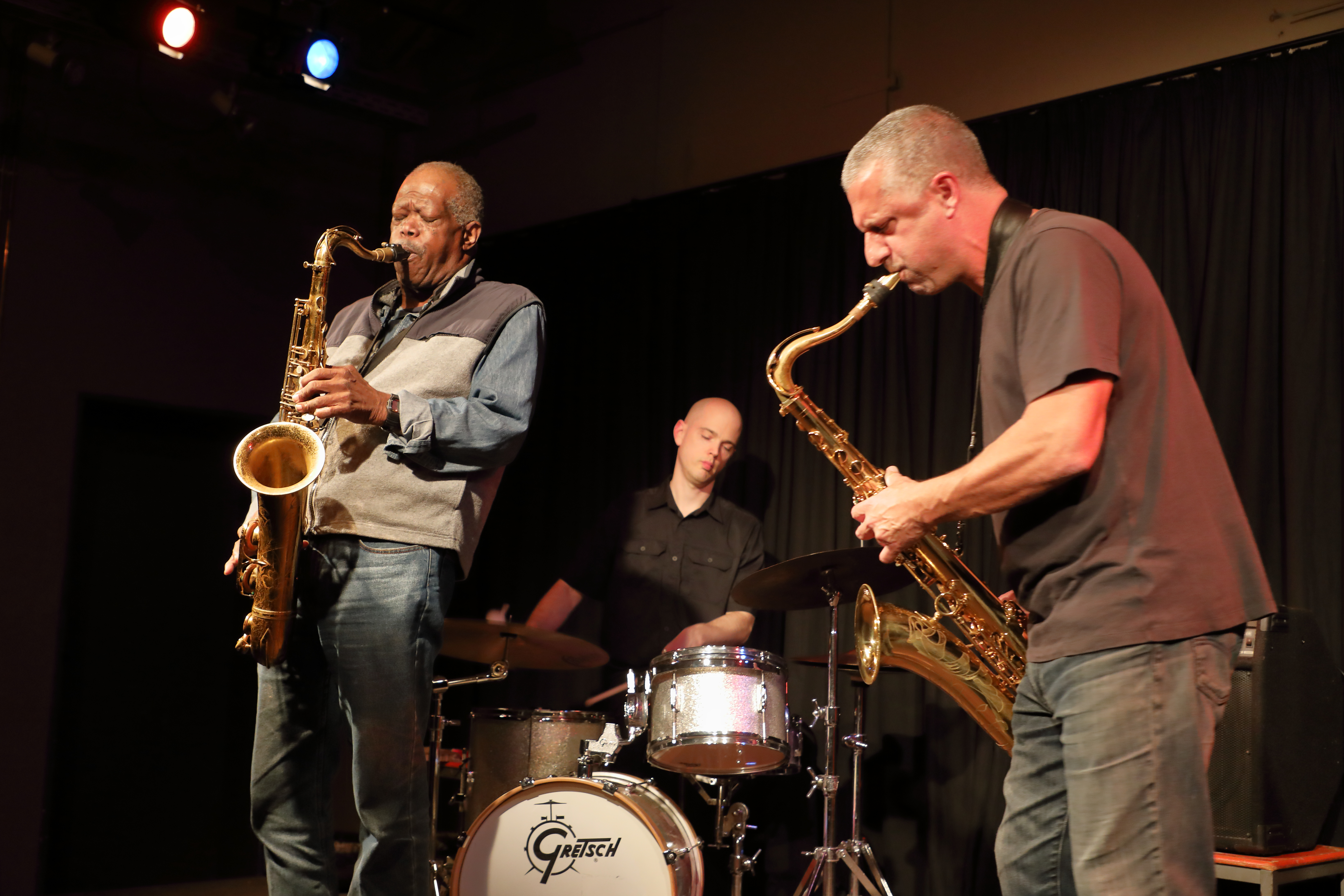
Rodrigo Amado (rechts) mit Joe McPhee, Kent Kessler (nicht im Bild) und Chris Corsano im club W71, Weikersheim 2019

- The Attic (Rodrigo Amado / Gonçalo Almeida / Onno Govaert): Love Ghosts (NoBusiness Records NBCD 159)[3]

1. New Tone 12:10
2. Encounter 16:48
3. Love Ghosts 16:06
4. Outer Fields 13:22

Die Kompositionen stammen von Amado, Almeida und Govaert.

## Rezeption

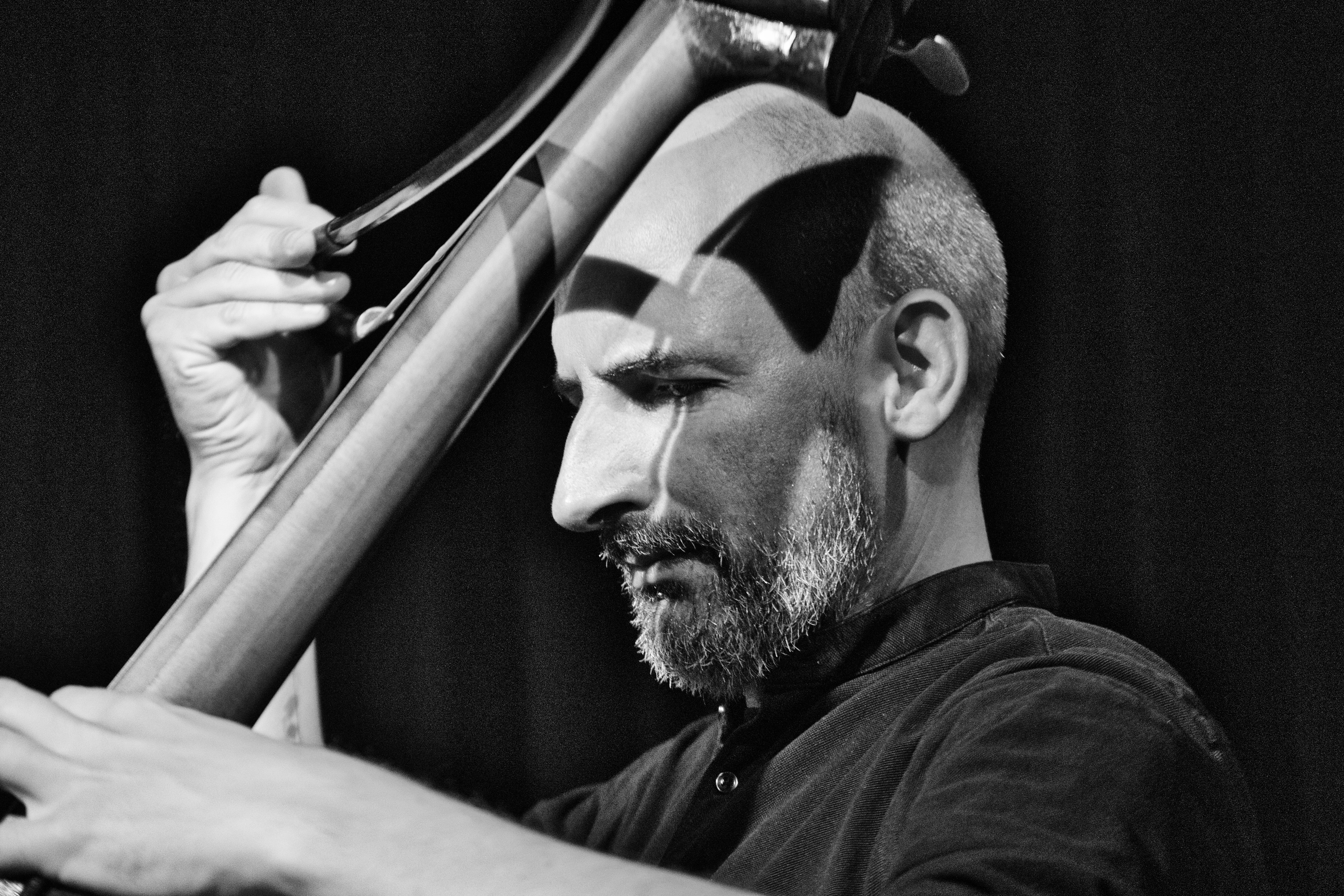
Gonçalo Almeida im Club W71, Weikersheim (2022)

Nach Ansicht von Troy Dostert, der das Album in All About Jazz rezensierte, gedeiht Amado im Free-Jazz-Kontext; und doch würde sein diszipliniertes, sorgfältiges Vorgehen immer wieder erstaunen, denn die beeindruckende Beherrschung seines Instruments sei eines seiner auffälligsten Merkmale. In diesen vier langatmigen Improvisationen schaffe jeder der Mitwirkenden Raum für Experimente, behalte aber gleichzeitig eine lyrische Süße bei, die oft in überraschenden Momenten zum Vorschein komme. Amados Ausdrucksvielfalt sei konkurrenzlos, aber selbst in seinen explosivsten Momenten gerate seine Herangehensweise nie ins Chaos. Es entsteht immer eine musikalische Logik. Amados Trio-Aufnahmen würden den umfassendsten Einblick in sein Können bieten, und Love Ghosts dürfte sein bisher bestes sein.
Die Dynamik dieses Trios liege in kollektiven, langsam kochenden und muskulösen Improvisationen, schrieb Eyal Hareuveni in Salt Paenuts, und das Eröffnungsstück «New Tone» zeige Amado, wie er zu einem Post-Bop-Thema improvisiere, während Almeida und Govaert zwischen freien und treibenden Pulsen wechseln, die Amados Saxophonflüge immer höher und höher treiben. Der Geist von «Encounter» sei eher balladenhaft und ermögliche es Amado, das leidenschaftliche Thema zu artikulieren, die emotionale Spannung geduldig zu intensivieren und trotzdem mit Almeida und Govaert zu agieren. Sie suggerieren wiederum einen elliptischen, freien Puls, der gelegentlich mit vertrauten rhythmischen Mustern flirte.
Die Gruppe klinge etwas dichter und kraftvoller als das Motion Trio, zeige aber dennoch große Flexibilität und experimentelles Geschick, schrieb João Esteves da Silva (Daily Bandcamp). Das Album sei ein Meilenstein in Amados Diskografie und stelle einen weiteren Höhepunkt seiner diskursiven Fluidität dar. Zudem erweise es sich als die bislang am feinsten destillierte Darstellung des spezifischen Idioms von The Attic. Obwohl alle vier Stücke recht lang sind (zwischen 12 und fast 17 Minuten), würden sie eine Fokussierung und strukturelle Kohärenz aufweisen, die sich bei der Arbeit mit kürzeren Formen leichter erreichen lasse. Im Wesentlichen führe Amado ein spontan generiertes Fragment oder Motiv (eine Quasi-Melodie) ein und entwickle es dann ausführlich weiter, wobei er es in alle möglichen Richtungen verdrehe und dabei seinem allgemeinen Charakter treu bleibe. „Love Ghosts“ würde Amados mittlere Periode zu einem eindrucksvollen Abschluss bringen und bereits einiges von dem andeuten, was danach kommen sollte.